# Михнов-Вайтенко, Григорий Александрович
Григо́рий Алекса́ндрович Михнов-Вайтенко (первоначально Михнов-Войтенко; род. 3 сентября 1967, Москва) — российский религиозный и общественный деятель, правозащитник, епископ и предстоятель Апостольской православной церкви.

## Биография
Внебрачный сын поэта Александра Галича и художницы Софьи Григорьевны Михновой-Войтенко (в девичестве Филькинштейн; 23 июня 1934 — 14 февраля 1972). После смерти матери и эмиграции отца воспитывался бабушкой.
Учился на сценарном факультете Всесоюзного государственного института кинематографии, не окончил. В 1985 году принял крещение в общине протоиерея Александра Меня.
На телевидении с 1984 года. Работал на ЦТ, начинал в качестве ассистента редактора студии литературно-драматических программ. В 1995 году на деньги, полученные от деятельности некой «рекламной фирмы» стал производить телепрограммы для региональных вещателей, распространяя их в сотрудничестве с «Международной ассоциацией радио и телевидения». К 1997 году Михнов-Вайтенко на базе «МАРТ» создал «Ассоциацию регионального телевидения», которая в 2000 году превратилась в круглосуточный спутниковый телеканал АРТ-Телесеть. Телеканал прекратил вещание в апреле 2003 года.
В апреле 2004 года зарегистрировал некоммерческий фонд «Русское цифровое телевидение», а в марте 2005 года — ЗАО «Русский иллюзион». В июле 2004 года запустил одноимённый телеканал, а вслед за ним — каналы «Детский» и «Благовест». Предполагалось создание группы тематических телеканалов, объединённых под брендом «Русский пакет». В 2006 году совместно со спутниковым оператором Радуга ТВ создал компанию «Content Union Production & Distribution», в рамках которого было запущено ещё 5 тематических каналов: «Зоопарк» (о домашних животных), «Иллюзион+» (о «любимом» кино), «Родное слово» (о русской культуре и литературе), «Домосед» (о философии дома) и «Облака» (об авторской песне). В ноябре 2007 года каналы «Родное слово», «Домосед» и «Облака» прекратили вещание, а Михнов-Вайтенко чуть ранее вышел из проекта «Content Union Production & Distribution», сохранив за собой права на православный канал «Благовест» и киноканал «Новый иллюзион». Предполагалось, что они войдут в очередной проект Григория — спутниковый пакет «объединенных общей национальной идеей без пафоса» каналов «Пять плюс». Однако в итоге православный канал «Благовест» прекратил вещание 31 июля 2008 года, а проект «Пять плюс» так и не был реализован.
В 2008 году архиепископом Новгородским и Старорусским Львом (Церпицким) был рукоположен в сан диакона, а в 2009 году в сан священника.
Стал известен после того, как заявил о бездействии православной церкви в примирении русских с украинцами. Священник (тогда ещё РПЦ) объявил в своей проповеди об отлучении от Святого Причастия всех лиц, причастных к ведению и развязыванию братоубийственной войны в Украине. В результате, после семи лет служения в РПЦ священник вынужден был уйти.
В 2015 году он перешёл в юрисдикцию Апостольской Православной Церкви (АПЦ), в июле 2015 года был рукоположен во епископа Варяжского и Балтийского. В апреле 2023 года сообщалось о его избрании предстоятелем АПЦ.
В 2022 году получил премию Московской Хельсинкской группы в области защиты прав человека в номинации «За заслуги в защите прав заключённых и других уязвимых групп».
С началом полномасштабного вооружённого вторжения России на Украину занимается помощью украинским беженцам.
16 февраля 2024 года был задержан в Санкт-Петербурге на выходе из дома после того, как он анонсировал в социальных сетях проведение панихиды по Алексею Навальному, которая должна была состояться у памятника жертвам политических репрессий — Соловецкого камня на Троицкой площади. Ему «вменяют в вину организацию несанкционированного мероприятия». Как сообщили СМИ со ссылкой на депутата заксобрания Петербурга от «Яблока» Бориса Вишневского, из отделения полиции его увезли на скорой в больницу с инсультом.
19 июля 2024 года Министерством юстиции России внесён в список физических лиц — «иностранных агентов».

## Семья
Женат на поэтессе Наталии Сивохиной. Имеет четырёх детей.